# 郑巴拉
郑巴拉（谚文：정바라，朝鲜汉字：鄭바라，1989年6月13日—），是韩国女子短道速滑运动员。

## 职业生涯
2009年世界短道速滑锦标赛中，郑巴拉获得3000米接力银牌。之后，她又随韩国女子短道速滑队在海伦芬获得2009年世界短道速滑团体锦标赛团体银牌。

## 资料来源
- 郑巴拉-国际滑冰联盟（ISU）